# ブレゲー 521
ブレゲー 521
- 用途：飛行艇
- 製造者：ブレゲー
- 運用者

  -  フランス（フランス海軍）
  -  ドイツ国（ドイツ空軍）
- 初飛行：1933年9月11日
- 生産数：30機
- 運用開始：1935年
- 運用状況：退役

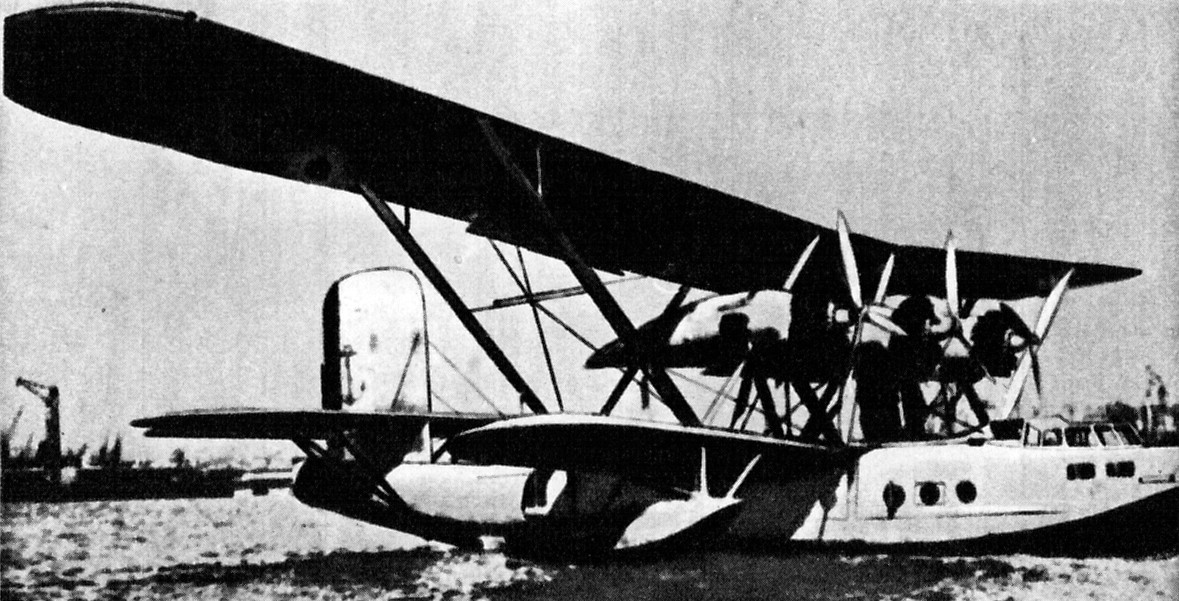
ブレゲー 521

ブレゲー 521は、第二次世界大戦開戦前にフランスで開発された飛行艇である。1933年初飛行し、第二次世界大戦開戦時でも現役であった。フランスで使用された最後の複葉飛行艇であった。

## 概要
ブレゲー521は、民間用の輸送飛行艇ブレゲー530（イギリスのショート・カルカッタ飛行艇を国産化した機体）の軍用機型として開発された。金属製の胴体を持つ複葉式の飛行艇で、エンジンは900hpのノーム・ローン空冷星型エンジン3発を搭載していた。試作機は1933年9月に初飛行し1935年から部隊配備が開始され、合計30機生産された。
フランス軍では本機を長距離洋上偵察機として使用したが、扱いやすく頑丈な機体だったため乗員からは割合好評だった。第二次世界大戦開戦時には流石に複葉飛行艇では時代遅れではあったが、それでも数機が偵察任務に就いていた。これらの機体は停戦後ドイツ国防軍に徴用され、海上救難任務に利用した。この内1機は1944年に自由フランス軍によって逆に捕獲されている。

## スペック
- 全長：20.48 m
- 全幅：35.18 m
- 全高：7.52 m
- 全備重量：16,000 kg
- エンジン：ノーム・ローン14Kirs 空冷14気筒 900 hp×3
- 最大速度：243 km/h
- 航続距離：2,100 km
- 武装
  - 7.5mm機銃×5
  - 爆弾300kg
- 乗員 8名